# الیزابت مایر
الیزابت مایر (انگلیسی: Elisabeth Meyer؛ زاده ۱۸۹۹ - درگذشته ۱۹۶۸) عکاس و خبرنگار اهل نروژ بود. شهرت وی بیشتر به خاطر عکس‌هایش از ایران و هند در دهه ۱۹۲۰ و ۱۹۳۰ است. احتمالاً مایر اولین زن اروپایی است که به منظور عکاسی به ایران سفر کرده است. گفته می‌شود طی این سفر، بارها با عکاسی وی در ایران مخالفت شده و حتی برای این کار دستگیر هم شده بود.

الیزابت مایر در ترکیه با آتاترک دیدار داشت و در عراق توانسته بود با ملک فیصل مصاحبه کند.

## نگارخانه

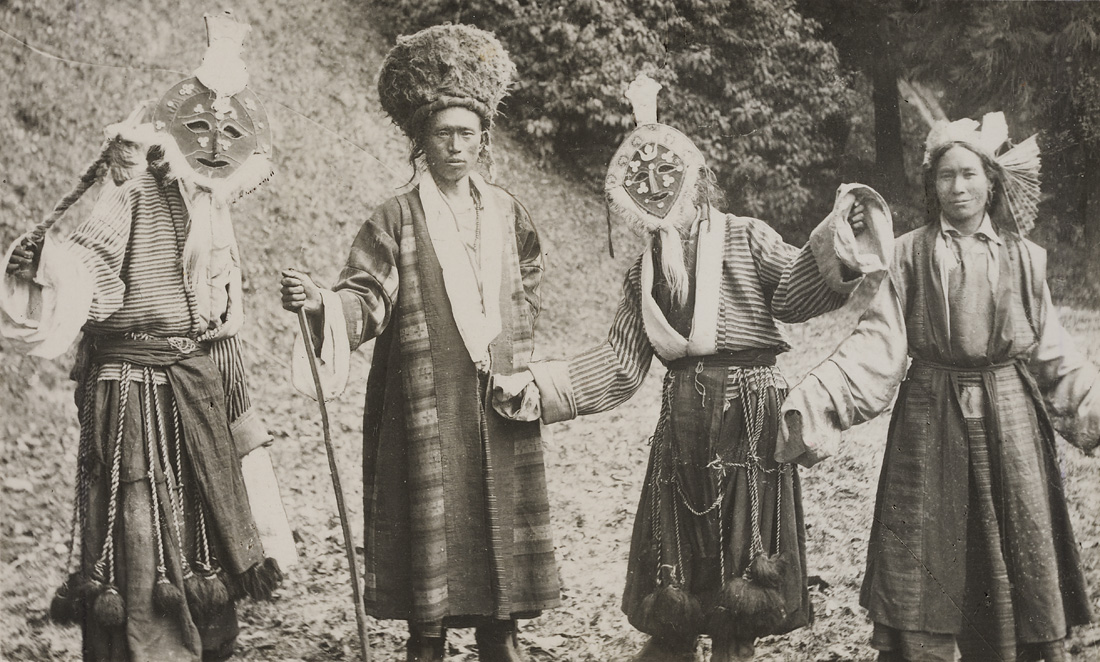
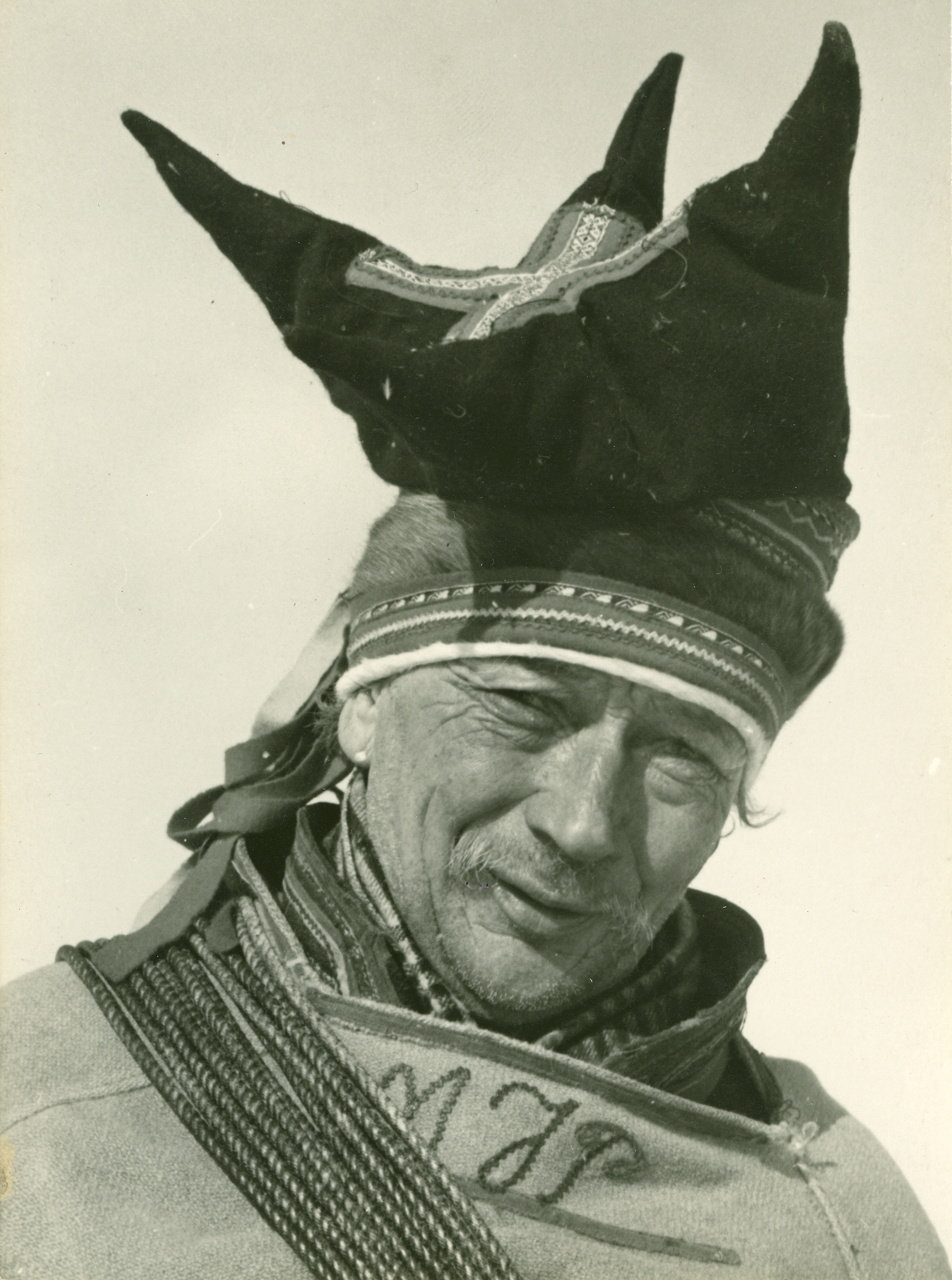